# Сысоева (Тюменская область)
Сысоева — деревня в Абатском районе Тюменской области России. Входит в состав Болдыревского сельского поселения.

## История
В «Списке населенных мест Российской империи» 1871 года издания (по сведениям 1868—1869 годов) населённый пункт упомянут как казённая деревня Ишимского округа Тобольской губернии, при реке Китерне, расположенная в 72 верстах от окружного центра города Ишим. В деревне насчитывалось 47 дворов и проживало 322 человека (160 мужчин и 162 женщины).
В 1926 году в деревне имелось 118 хозяйств и проживало 502 человека (239 мужчин и 263 женщины). В административном отношении Сысоева входила в состав Речкуновского сельсовета Абатского района Ишимского округа Уральской области.

## География
Деревня находится в юго-восточной части Тюменской области, в лесостепной зоне, в пределах Ишимской равнины, на берегах реки Китерня (приток Ишима), на расстоянии примерно 13 километров (по прямой) к западу-северо-западу (WNW) от села Абатское, административного центра района. Абсолютная высота — 79 метров над уровнем моря.

### Часовой пояс
Сысоева, как и вся Тюменская область, находится в часовой зоне МСК+2. Смещение применяемого времени относительно UTC составляет +5:00.

## Население
| 1989 | 2002 | 2010 |
| ---- | ---- | ---- |
| 157  | ↘137 | ↘127 |

Гендерный состав
По данным Всероссийской переписи населения 2010 года в гендерной структуре населения мужчины составляли 44,1 %, женщины — соответственно 55,9 %.
Национальный состав
Согласно результатам переписи 2002 года, в национальной структуре населения русские составляли 95 % из 137 чел.

## Улицы
Уличная сеть деревни состоит из двух улиц.